# The Young Bucks
The Young Bucks é uma dupla de wrestling profissional norte-americana formada pelos irmãos Matt e Nick Massie (também conhecidos pelos seus nomes de ringue Matt Jackson e Nick Jackson respectivamente). Atualmente eles trabalham para a All Elite Wrestling (AEW).
Os Young Bucks também são conhecidos por seu trabalho na New Japan Pro-Wrestling (NJPW) e na Ring of Honor (ROH). A dupla é conhecida pelo uso de superkicks (apelidada de "superkick party") e pelos high flying moves em suas lutas. Eles eram membros proeminentes da facção Bullet Club da NJPW, após uma "guerra civil" em 2018, The Young Bucks, Kenny Omega, "Hangman" Adam Page, Marty Scurll e Cody Rhodes formaram o The Elite. Eles se apresentaram para várias promoções americanas independentes - mais notavelmente a Pro Wrestling Guerrilla (PWG) - e já haviam trabalhado para a Total Nonstop Action Wrestling (TNA) como Generation Me sob os nomes de Max e Jeremy Buck. No circuito independente, eles ganharam vários títulos também, incluindo quatro reinados como Campeões Mundiais de Duplas da PWG, além de ser a única equipe a vencer o Dynamite Duumvirate Tag Team Title Tournament anual do PWG em três ocasiões (2009 , 2011 e 2013).
Eles conquistaram o IWGP Junior Heavyweight Tag Team Championship sete vezes, três vezes o ROH World Tag Team Championship, três vezes o NJPW NEVER Openweight 6-Man Tag Team Champions (duas vezes com o companheiro de equipe do The Elite Kenny Omega, e uma vez com Marty Scurll), duas vezes o ROH World Six-Man Tag Team Championship (primeiro com o companheiro de equipe do The Elite Adam "Hangman" Page, e depois com Cody) e também conquistaram o AAA World Tag Team Championship, IWGP World Tag Team Championship e o AEW World Tag Team Championship uma vez cada. SOmando AEW, ROH, NJPW e AAA, eles conquistaram seis World Tag Team Championships, sete Jr. Heavyweight Tag Team Championships e cinco Six-Man Tag Team Championships (com vários parceiros).
Em duas ocasiões, primeiro em 2014 e novamente em 2016, eles tiveram o ROH World, PWG World e IWGP Junior Heavyweight Tag Team Championships simultaneamente, e em 2018, eles tiveram o IWGP Tag Team, ROH World Six-Man e o NEVER Openweight Títulos 6-Man simultaneamente. Eles são a primeira (e atualmente a única) dupla a ter vencido todos os três títulos de equipes da NJPW (IWGP Tag Team, IWGP Jr. Heavyweight Tag Team e NEVER Openweight 6-Man Tag Team) juntos.

## Carreira no wrestling profissional

### Formação e estreia (2001-2004)
Em 2001, a família Massie colocou um ringue de luta livre em seu quintal, onde os irmãos Matt, Nick e Malachi aprenderam a lutar personificando o que viam na televisão. Aos 18 ou 19 anos, Matt começou seu treinamento de wrestling profissional em La Mirada e City of Industry, Califórnia, na Revolution Pro Wrestling School chamada Rudos Dojo, treinando principalmente com Ron Rivera (The American Wild Child), Disco Machine, Scorpio Sky e Super Dragon, entre outros. Matt frequentou a escola com seu amigo Dustin Cutler, e os dois ensinaram o que aprenderam para seus amigos em casa. Por fim, Nick juntou-se ao irmão e participou de algumas sessões na escola. Matt, Nick e Dustin estiveram envolvidos em sua primeira luta profissional em um evento conjunto Alternative Wrestling Show / C4 / Revolution Pro realizado em 8 de agosto de 2004. Matt trabalhou como Fluffy the Dog, Dustin se vestiu como um roceiro e Nick era um árbitro high flying usando uma máscara de El Santo. Depois disso, Matt e Nick lutaram várias vezes para o Revolution Pro e Revolution X em fantasias de frango, sob o nome de equipe "Los Gallineros"

### High Risk Wrestling (2004–2009)
Em outubro de 2004, com a ajuda de sua família, Matt abriu sua própria empresa de luta livre independente chamada High Risk Wrestling (HRW). Matt era originalmente o proprietário principal da HRW, mas teve a ajuda de Nick e Malachi, bem como do bom amigo Dustin Cutler - esses três eventualmente assumiram a propriedade anos depois. A empresa fazia shows duas vezes por mês e ajudava Matt e Nick a aprender seu ofício.  No evento principal do "Highway 2 Hell" da HRW em 4 de agosto de 2007, Matt e Nick se juntaram a Marty Jannetty em uma luta de trios, onde derrotaram Joey Ryan, Karl Anderson e Diablo.
Em 26 de fevereiro de 2005, em um show da Full Contact Wrestling, Matt e Nick foram chamados de "The Young Bucks" pela primeira vez. Originalmente, Matt lutava com o nome de "Mr. Instant Replay", enquanto Nick era chamado de "Slick Nick". Naquela noite, os Young Bucks foram derrotados por Kaos e Mongol, os Santino Brothers. Mais tarde, outro promotor decidiu que Matt e Nick precisavam de um sobrenome e surgiu com "Jackson", que os dois usam desde então.
Com a ajuda da HRW, Matt e Nick finalmente conseguiram cargos em várias empresas populares no sul da Califórnia. Eles também ganharam experiência trabalhando na frente de uma câmera fazendo gravações de televisão para a National Wrestling Alliance (NWA) a partir de 2006. Os Young Bucks filmaram suas primeiras lutas para a NWA na Maverick Television em 7 de novembro de 2006, quando foram derrotados por Karl Anderson e Joey Ryan.
A HRW encerrou as atividades em 2009.

### Pro Wrestling Guerrilla

#### Rivalidade com The Dynasty (2007–2008)

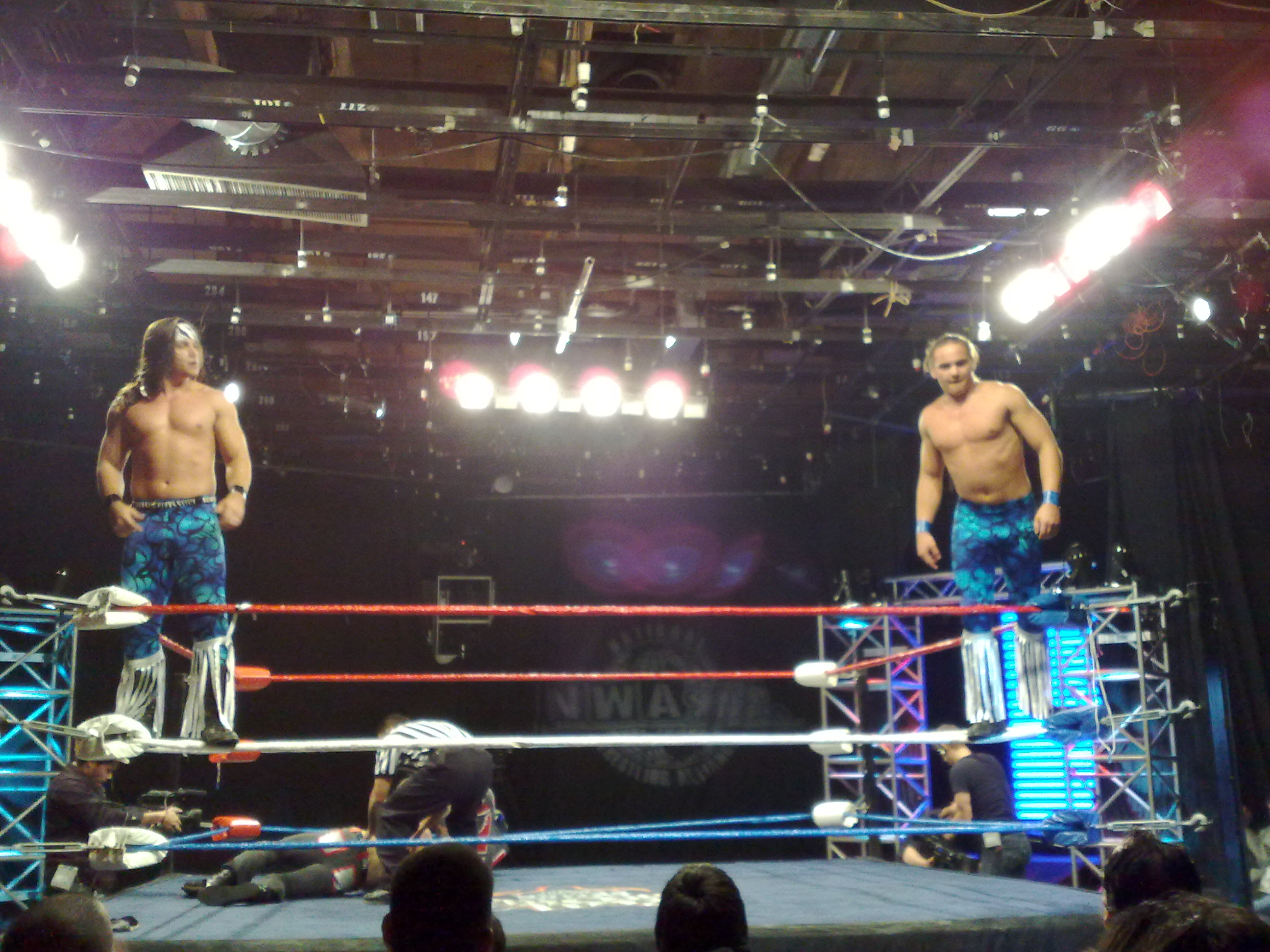
Matt (à esquerda) e Nick (à direita) em 2008

Os The Young Bucks estrearam na Pro Wrestling Guerrilla (PWG) em 10 de junho de 2007, em Burbank, Califórnia, no Roger Dorn Night, perdendo para o Arrogance (Chris Bosh e Scott Lost). Em 31 de agosto de 2007, a PWG realizou a primeira noite do torneio Battle of Los Angeles de 2007, onde The Young Bucks conquistou sua primeira vitória de duplas na PWG ao derrotar Phoenix Star e Zokre, Los Luchas. No show, Matt e Nick conheceram o lutador da Dragon Gate (DG) Cima e o agente de talentos americano da Dragon Gate Satoshi Oji pela primeira vez, os dois ficaram impressionados com o desempenho dos irmãos. Em 5 de janeiro de 2008, os Young Bucks enfrentaram a proeminente equipe da Dragon Gate, Muscle Outlaw'z (Naruki Doi e Masato Yoshino) no All Star Weekend 6 - Night 1 mas foram derrotados. Na noite seguinte, eles perderam para The Dynasty (Scott Lost e Joey Ryan). No show seguinte, em 27 de janeiro, os Young Bucks receberam sua primeira chance pelo PWG World Tag Team Championship, mas foram mais uma vez derrotados pelo Dynasty. Durante os próximos dois meses, os Young Bucks participaram da série de qualificação para o DDT4 de 2008, onde perderam para TJ Perkins e Hook Bomberry, derrotaram Ronin e Scorpio Sky e empataram com Los Luchas, antes de perderem uma luta decisiva de eliminação para Los Luchas, que então avançaram para o torneio. Logo depois, The Young Bucks saíram em sua primeira turnê com a Dragon Gate. Após o seu regresso da Dragon Gate, os Young Bucks derrotaram o Dynasty em 6 de Julho de 2008, no Life During Wartime, quinto show de aniversário da PWG, em uma luta three-way, que também incluiu Kazma e Miyawaki.

#### Campeões Mundiais de Duplas (2008-2010)
No show seguinte, All Star Weekend 7 - Night Two em 31 de agosto de 2008, Matt e Nick derrotaram The Age of the Fall (Jimmy Jacobs e Tyler Black) para se tornarem os novos Campeões Mundiais de Duplas da PWG. Uma das maiores conquistas dos The Young Bucks na PWG veio no torneio anual de duplas DDT4 em 22 de maio de 2009, em Reseda, Califórnia, quando eles defenderam os títulos três vezes em uma noite. Eles derrotaram Dustin e Brandon Cutler no primeiro round, Kenny Omega e Chuck Taylor no segundo round e os Hybrid Dolphins (Bryan Danielson e Roderick Strong) na rodada final para vencerem o torneio. No mesmo evento, seu irmão mais novo, Malachi, fez sua estreia na PWG, perdendo para Phoenix Star. Naquela época, depois que os Young Bucks começaram a fazer turnês pelo mundo, as multidões da PWG começaram a se voltar contra eles. Em 31 de julho de 2009, no Threemendous II , show do sexto aniversário da PWG, os Young Bucks sofreram sua primeira derrota na empresa em dezesseis meses, perdendo uma luta sem título para os 2 Skinny Black Guys reunidos (Human Tornado e El Generico). Apesar da vitória e dos desejos do Young Bucks, Tornado e Generico nunca receberam sua revanche pelos títulos, pois no mês seguinte eles perderam para The Men of Low Moral Fiber (Kenny Omega e Chuck Taylor), a quem os Young Bucks derrotaram pelos títulos em 4 de outubro em uma revanche de sua luta na semifinal do DDT4.

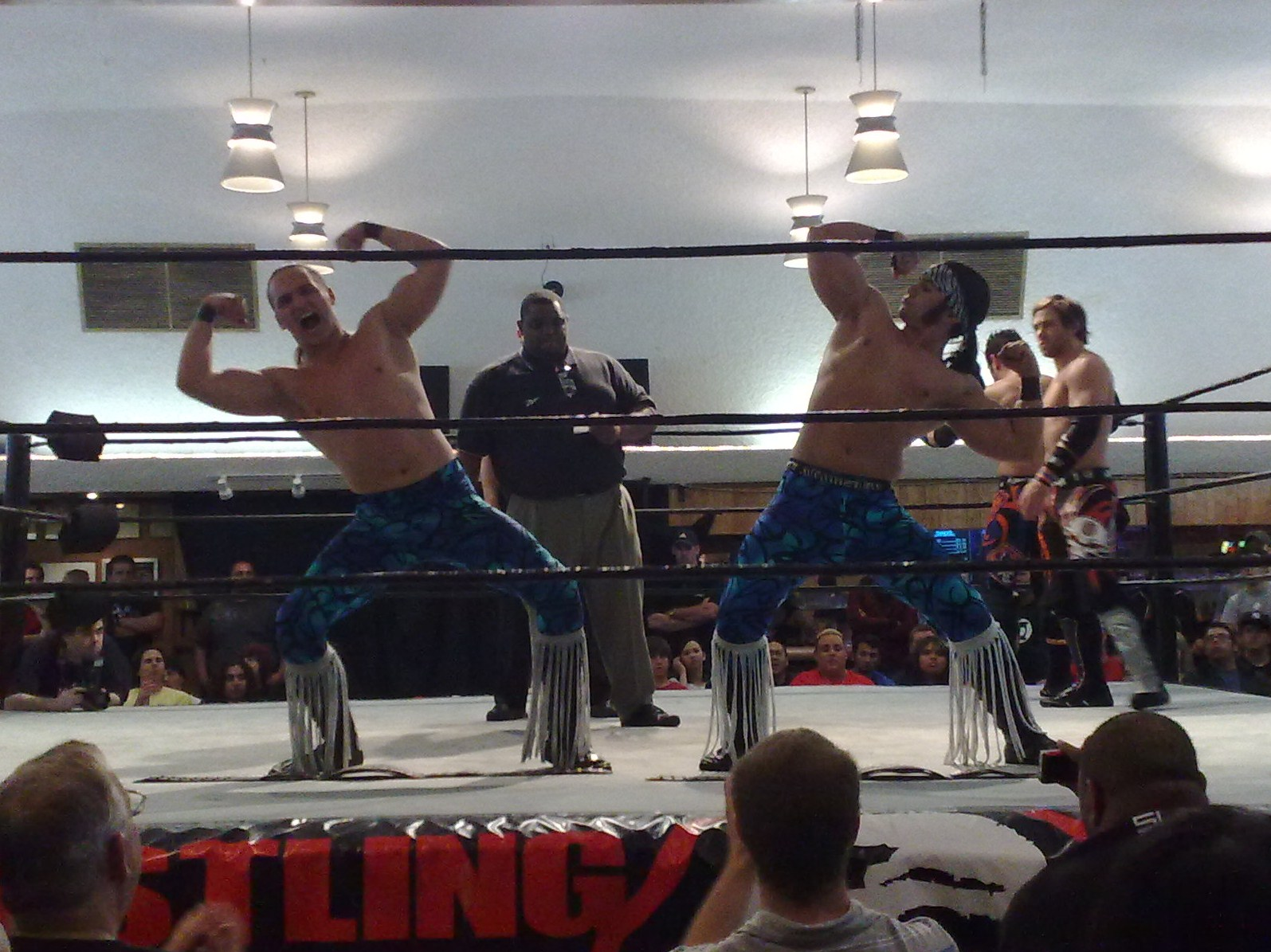
The Young Bucks fazendo sua pose característica antes de uma luta da Pro Wrestling Guerrilla em 2009

Em 21 de novembro, durante a segunda noite da Battle of Los Angeles de 2009, os The Young Bucks mantiveram seus títulos sobre Kevin Steen e El Generico e depois turnaram heel ao se alinhar com Brian Kendrick e atacar o novo Campeão Mundial da PWG Kenny Omega. Em 30 de janeiro de 2010, no Kurt Russellmania, o primeiro show da PWG desde que os Young Bucks assinaram contratos com a TNA Wrestling, Matt e Nick anunciaram que a partir de agora eles seriam conhecidos por seus nomes da TNA, Max e Jeremy do Generation Me. Eles se voltaram contra Brian Kendrick, que foi salvo por seu antigo parceiro de duplas Paul London. Mais tarde naquela noite, a equipe de London e Kendrick derrotou Generation Me em uma luta sem título. Apesar do anúncio feito pelo Young Bucks, a PWG ainda continua a se referir a eles sob seus nomes originais.
Em 10 de abril, os Young Bucks fizeram história na PWG ao fazer sua décima terceira defesa do título contra os Briscoe Brothers (Jay e Mark). Em 9 de maio, os Young Bucks entraram no torneio DDT4 de 2010 e pelo segundo ano consecutivo defenderam o Tag Team Championship três vezes em uma noite. Os Younf Bucks derrotaram Johnny Goodtime e Jerome Robinson na primeira rodada e os Cutler Brothers nas semifinais do torneio. Porém, nas finais do torneio El Generico e Paul London, a equipe conhecida coletivamente como ¡Peligro Abejas!, derrotaram os Young Bucks para não apenas ganhar o torneio, mas também o PWG World Tag Team Championship, encerrando o reinado do Bucks em 616 dias. Durante a luta final, Nick ficou inconsciente e sofreu uma concussão, mas foi capaz de terminar a luta.

#### Várias rivalidades (2010-2012)
Em 30 de julho, no show do sétimo aniversário da PWG, os Young Bucks receberam uma revanche pelos títulos na primeira luta de duplas Guerrilla Warfare, uma luta a três, também envolvendo os Cutler Brothers, onde ¡Peligro Abejas! acabou retendo os títulos. Na primeira rodada da Battle of Los Angeles de 2010, Matt e Nick se enfrentaram, mas em vez de lutar a luta, eles foram desqualificados após acertarem superkicks no árbitro Rick Knox. Depois, os Cutler Brothers desafiaram os Young Bucks para uma luta em que finalmente conseguiram derrotar sua equipe. Em 4 de março de 2011, os Young Bucks entraram no torneio DDT4 de 2011 , que desta vez foi usado para determinar os novos desafiantes número um contra ¡Peligro Abejas!. Na primeira rodada, os Young Bucks derrotaram Brandon Gatson e Willie Mack. Mais tarde, eles derrotaram The American Wolves (Davey Richards e Eddie Edwards) nas semifinais e, finalmente, o Nightmare Violence Connection (Akira Tozawa e Kevin Steen) nas finais para vencerem o seu segundo torneio DDT4 e ganhar outra chance contra El Generico e Paul London. Os Young Bucks receberam sua chance em 9 de abril de 2011, quando derrotaram El Generico e Ricochet, que substituiu Paul London, que não pôde comparecer ao evento, para reconquistarem o PWG World Tag Team Championship.
Em 27 de maio, durante a primeira noite do All Star Weekend 8, The Young Bucks fizeram a primeira defesa bem-sucedida de seu segundo reinado, derrotando os RockNES Monsters (Johnny Goodtime e Johnny Yuma). Na noite seguinte, The Young Bucks derrotaram Austin Aries e Roderick Strong para reterem os títulos. Em 20 de agosto, The Young Bucks derrotaram The Kings of Wrestling (Chris Hero e Claudio Castagnoli) em uma luta não anunciada para reterem o PWG World Tag Team Championship. Os Young Bucks fizeram sua próxima defesa de título em 10 de setembro, derrotando The Dynasty (Joey Ryan e Scorpio Sky). Em 22 de outubro, The Young Bucks fizeram sua quinta defesa de título bem-sucedida ao derrotar Future Shock (Adam Cole e Kyle O'Reilly), antes de interferirem no evento principal e custar a Kevin Steen o PWG World Championship em sua luta de escadas com El Generico. Depois de desafiar Steen para uma luta Guerrilla Warfare, Super Dragon fez sua primeira aparição em mais de três anos e se nomeou parceiro de Steen para a luta em 10 de dezembro. Em 10 de dezembro, The Young Bucks perderam o PWG World Tag Team Championship para Appetite for Destruction (Kevin Steen e Super Dragon) em uma luta Guerrilla Warfare, terminando seu segundo reinado em 245 dias.
Após perderem os títulos, os The Young Bucks começaram uma rivalidade com Super Smash Bros. (Player Uno e Stupefied); em 17 de março, o Super Smash Bros. conquistaram sua primeira vitória na PWG ao derrotar The Young Bucks em uma luta three-way, que também incluiu os RockNES Monsters. Em 21 de abril,  os Young Bucks tentaram ganhar seu terceiro torneio DDT4 e ganhar uma revanche com Appetite for Destruction, mas sofreram outra derrota contra o Super Smash Bros. em sua luta na primeira rodada. Em 25 de maio, The Young Bucks e o Super Smash Bros. se enfrentaram em uma luta sem desqualificação para determinar os novos Campeões Mundiais de Duplas da PWG. No final, os The Young Bucks sofreram sua terceira derrota seguida contra o time rival. Em 21 de julho no Threemendous III , evento do nono aniversário da PWG, The Young Bucks desafiou sem sucesso o Super Smash Bros. pelo PWG World Tag Team Championship em uma luta de three-way, que também incluiu Future Shock, perdendo após interferência do árbitro Rick Knox, a quem eles haviam atacado no início da luta.

#### The Mount Rushmore of Wrestling (2013–2018)
Em 12 de janeiro de 2013, os The Young Bucks entraram no Torneio Dynamite Duumvirate Tag Team Title de 2013 , derrotando os Inner City Machine Guns (Rich Swann e Ricochet) em sua luta de abertura. Mais tarde no mesmo evento, The Young Bucks derrotaram o Unbreakable F'n Machines (Brian Cage e Michael Elgin) em sua luta da semifinal para vencerem o PWG World Tag Team Championship pela terceira vez. Eles derrotaram El Generico e Kevin Steen nas finais para vencerem o torneio DDT4 pela terceira vez. Os Young Bucks fizeram sua segunda defesa bem-sucedida do PWG World Tag Team Championship em 23 de março contra os DojoBros (Eddie Edwards e Roderick Strong). Em 9 de agosto no evento de décimo aniversário da PWG, The Young Bucks derrotaram os DojoBros e os Inner City Machine Guns em uma luta de three-way para sua terceira defesa de título bem-sucedida. Em 31 de Agosto, os Young Bucks formado um novo grupo heel com o Campeão Mundial da PWG Adam Cole e Kevin Steen, com os quatro denominando-se como "The Mount Rushmore of Wrestling". Em 19 de outubro, The Young Bucks derrotaram Candice LeRae e Joey Ryan para fazererem sua quarta defesa bem-sucedida do PWG World Tag Team Championship. Em 28 de março de 2014, The Young Bucks derrotaram os vencedores do DDT4 de 2014, Chuck Taylor e Trent? para sua quinta defesa de título com sucesso. Os Young Bucks perderam o PWG World Tag Team Championship para Candice LeRae e Joey Ryan em uma luta Guerrilla Warfare em 27 de julho de 2014.
Em 26 de junho de 2015, The Young Bucks derrotaram Andrew Everett e Trevor Lee para vencerem o PWG World Tag Team Championship pela quarta vez, após interferência do Campeão Mundial da PWG Roderick Strong. Após a luta, The Young Bucks, Strong e o Super Dragon formaram o Mount Rushmore 2.0. Eles fizeram suas primeiras defesas de título contra Angélico e Jack Evans em 24 de julho, e Johnny Gargano e Tommaso Ciampa em 11 de dezembro. No final do show, Adam Cole fez um retorno surpresa a PWG, juntando-se ao Monte Rushmore 2.0. Em 18 de março de 2017, The Young Bucks perderam o PWG World Tag Team Championship para Penta el Zero M e Rey Fenix em uma luta three-way, também envolvendo Matt Sydal e Ricochet.

### Circuito independente (2008-2009)
Os Young Bucks fizeram sua estreia pela Dragon Gate (DG) em Tóquio, Japão, no Korakuen Hall em 14 de maio de 2008, em uma luta onde foram derrotados por Susumu Yokosuka e Ryo Saito. Sua primeira turnê da empresa durou de 14 de maio a 14 de junho. Sua segunda turnê começou em 9 de agosto de 2008 e terminou em 28 de agosto de 2008. Em 5 de setembro de 2008, os Young Bucks participaram do primeiro show da Dragon Gate nos Estados Unidos, realizado em Los Angeles, Califórnia, onde eles desafiaram Saito e Yokosuka pelo Open the Twin Gate Championship. Sua terceira turnê durou de 15 de abril a 5 de maio de 2009. Em 3 de maio de 2009, em Kanazawa, Ishikawa, Matt e Nick defenderam com sucesso seus títulos Mundiais de Duplas da PWG contra Shingo Takagi e Akira Tozawa, a primeira vez que os títulos foram defendidos no Japão. Em 5 de maio de 2009, em Aichi, Japão, no pay-per-view Dead or Alive, The Young Bucks e Ryoma se uniram contra Akira Tozawa, Kenshin Chikano e Anthony W. Mori, mas foram derrotados.

### WWE (2008, 2011)
Em 22 de fevereiro de 2008, Matt apareceu como um jobber no programa semanal de televisão da World Wrestling Entertainment (WWE) SmackDown, perdendo para Chuck Palumbo. Ele apareceu em um papel semelhante em 17 de outubro de 2008, no episódio do SmackDown, desta vez perdendo para Big Show em uma luta Last Man Standing depois de ser jogado através de uma mesa. No episódio de 28 de outubro da ECW, os Young Bucks retrataram Triple H e Shawn Michaels em um segmento, onde foram apresentados por John Morrison e The Miz. Em 15 de agosto de 2011, os Young Bucks fizeram um teste para a WWE antes das gravações do Raw em San Diego.

### Chikara (2009–2013, 2015)
Os Young Bucks fizeram sua estreia na Chikara em 27 de março de 2009, juntando-se a El Generico para formar o Team PWG no torneio anual King of Trios. Porém, a equipe foi eliminada na primeira rodada pelo The Osirian Portal de Amasis, Ophidian e Escorpion Egipcio. Na noite seguinte, Matt e Nick entraram no torneio Rey de Voladores, mas foram eliminados na primeira rodada em uma luta four-way. Na terceira noite do torneio, eles participaram de uma luta gauntlet, que foi vencida por Mike Quackenbush e Jigsaw. Os Young Bucks retornaram a Chikara em 17 de outubro no An Optimistic View of a Pessimistic World competindo em uma luta eliminatória de quatro equipes, onde foram a última equipe eliminada pelos vencedores The Osirian Portal of Amasis e Ophidian. No dia seguinte no Cibernetico Increible Matt e Nick se juntaram a equipes opostas de oito homens na luta anual do Torneo Cibernetico. Matt fez a primeira eliminação da luta, eliminando Green Ant, mas os irmãos acabaram sendo o quinto e o sexto lutadores eliminados da luta pelas mãos de Quackenbush e Player Dos.
Os Young Bucks retornaram a Chikara em 23 de abril de 2010, no King of Trios 2010 , onde se juntaram a seu irmão Malachi como o Jackson 3. Eles foram, no entanto, pelo segundo ano consecutivo, eliminados do torneio na primeira rodada, desta vez perdendo para The Future is Now (Jigsaw, Equinox e Helios). Matt e Nick lutaram como heels usando attires do Generation Me e depois da luta abandonaram Malachi no ringue, quando ele quis apertar a mão de seus oponentes. Na terceira noite do torneio, os Young Bucks foram derrotados por Mike Quackenbush e Jigsaw em uma luta de duplas. Os Young Bucks voltaram a Chikara em 27 de agosto, quando Nick entrou noTorneio Young Lions Cup IX , enquanto Matt derrotou Johnny Gargano em uma luta individual. Depois que Nick foi eliminado do torneio pelo eventual campeão da Young Lions Cup, Tadasuke, The Young Bucks se uniram para derrotar The Batiri (Kodama e Obariyon) em uma luta de duplas no mesmo dia. Em 18 de setembro, The Young Bucks derrotaram Tim Donst e Tursas do Bruderschaft des Kreuzes em uma luta de duplas. Em 13 de novembro no primeiro pay-per-view da Chikara na Internet, High Noon, The Young Bucks, gerenciados por Marty Jannetty, foram derrotados pelo The Colony (Fire Ant e Soldier Ant) em uma luta para definir os desafiantes número um ao Chikara Campeonatos de Parejas.
Os Young Bucks retornaram a Chikara no final de abril de 2012, primeiro derrotando Arik Cannon e Darin Corbin em uma luta de duplas em 28 de abril e, em seguida, derrotando Batiri (Kobald e Kodama), Bruderschaft des Kreuzes (Jakob Hammermeier e Tim Donst), e o Spectral Envoy ( Hallowicked e UltraMantis Black) em uma luta eliminatória de quatro duplas em 29 de abril para ganharem o direito de fazer um desafio pelo Campeonatos de Parejas. Em 2 de junho no Chikarasaurus Rex: How to Hatch a Dinosaur, The Young Bucks derrotaram F.I.S.T. (Chuck Taylor e Johnny Gargano) em uma luta Two Out of Three Falls para vencerem o Chikara Campeonatos de Parejas. Os Young Bucks fizeram sua primeira defesa de título com sucesso em 29 de julho, derrotando The Throwbacks (Dasher Hatfield e Mark Angelosetti). Em 14 de setembro, The Young Bucks entraram no King of Trios 2012, se unindo a Mike Bennett como Team Ring of Honor e derrotando os Faces of Pain (The Barbarian , Meng e The Warlord ) na primeira rodada. No dia seguinte, o Team ROH avançou para as semifinais com uma vitória sobre o Extreme Trio (Jerry Lynn, Tommy Dreamer e Too Cold Scorpio). O Team ROH abriu o terceiro e último dia do torneio ao derrotar as mulheres da equipe Sendai Girls (Dash Chisako , Meiko Satomura e Sendai Sachiko) nas semifinais. Nas finais do torneio, o Team ROH foi derrotado pelo Spectral Envoy (Frightmare , Hallowicked e UltraMantis Black ).
Em 10 de novembro, os The Young Bucks fizeram sua segunda defesa bem-sucedida dos Campeonatos de Parejas contra o Spectral Envoy (Hallowicked e UltraMantis Black). A terceira defesa bem-sucedida dos Young Bucks ocorreu no pay-per-view Under the Hood na Internet em 2 de dezembro, onde derrotaram 1–2–3 Kid e Marty Jannetty. Em 10 de fevereiro de 2013, os Young Bucks perderam os Campeonatos de Parejas para 3.0 (Scott Parker e Shane Matthews), encerrando seu reinado em 253 dias e três defesas bem-sucedidas. Em 18 de maio, os Young Bucks retornaram a Chikara para participar do Tag World Grand Prix de 2013. Após vitórias sobre o The Baltic Seige (Estonian ThunderFrog e Latvian Proud Oak), The Spectral Envoy (Frightmare e Hallowicked) e The Batiri (Kodama e Obariyon), os Young Bucks foram derrotados nas finais do torneio por Pieces of Hate (Jigsaw e The Shard).
Os Young Bucks voltaram a Chikara em setembro de 2015, quando se juntaram a AJ Styles no King of Trios 2015, chegando à final, antes de perderem para Aero Star, Drago e Fénix.

### Ring of Honor (2009–2018)

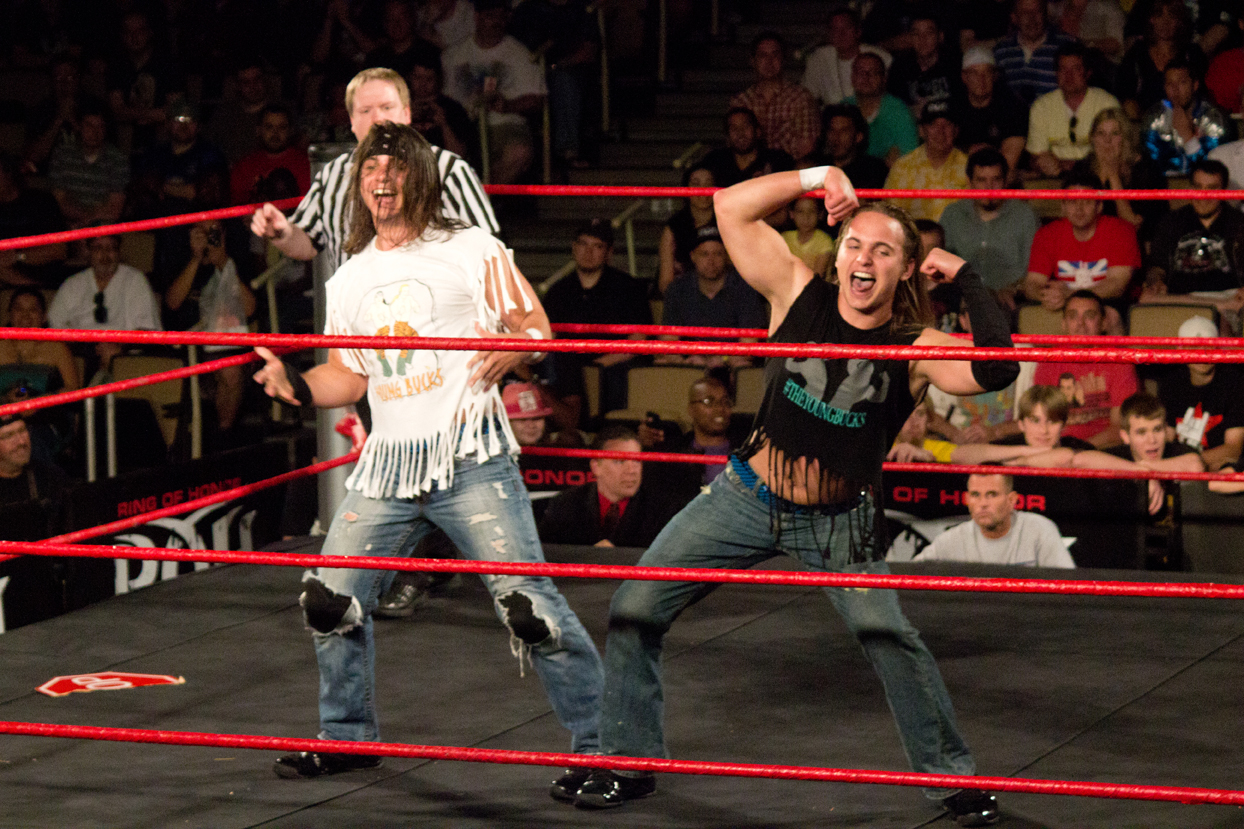
The Young Bucks fazendo sua pose característica antes de sua luta no Showdown in the Sun.

Matt e Nick fizeram sua estreia na Ring of Honor (ROH) em 29 e 30 de maio de 2009, derrotando as equipes de Sal Rinauro e Brandon Day e Silas Young e Bobby Fish, respectivamente, em lutas gravadas para os episódios de 27 de junho e 18 de julho do Ring of Honor Wrestling na HDNet. Em 26 de setembro de 2009, no Glory by Honor VIII: The Final Countdown, eles derrotaram os, na época, cinco vezes Campeões Mundiais de Duplas da ROH, os Briscoe Brothers. Em 19 de dezembro no Final Battle 2009, O primeiro pay-per-view ao vivo da ROH, os Young Bucks conquistaram outra grande vitória, desta vez sobre os ex-Campeões Mundiais de Duplas da ROH Kevin Steen e El Generico. Depois de assinar contratos com a Total Nonstop Action Wrestling, osThe Young Bucks fizeram suas últimas gravações para a ROH em janeiro de 2010, derrotando The American Wolves (Davey Richards e Eddie Edwards) no dia 8 e perdendo para os Briscoes em uma luta pelo ROH World Tag Team Championship no dia 9. Em 29 de janeiro, os Young Bucks lutaram sua luta de despedida da ROH, uma luta de quartetos, onde se uniram aos Briscoe Brothers em uma derrota contra os American Wolves e The Kings of Wrestling (Chris Hero e Claudio Castagnoli).
Em 23 de julho, Matt e Nick retornaram usando seu nome Generation Me e foram derrotados pelos American Wolves. No dia seguinte, eles foram derrotados pelos Campeões Mundiais de Duplas da ROH, Kings of Wrestling, em uma luta sem título. Depois que os Young Bucks foram liberados da TNA, a ROH anunciou em 24 de agosto de 2011, que eles voltariam à promoção em 17 de setembro no Death Before Dishonor IX. No pay-per-view The Young Bucks derrotaram Future Shock (Adam Cole e Kyle O'Reilly) e os Bravado Brothers em uma luta three way de eliminação. Em 23 de dezembro na Batalha Final de 2011, The Young Bucks venceram uma luta de quatro times para ganhar uma chance pelo ROH World Tag Team Championship. No 10th Anniversary Show em 4 de março, os The Young Bucks não obtiveram sucesso em sua disputa pelo título. Os Young Bucks deixaram a ROH no final do ano, competindo pela última vez em uma gravação da Ring of Honor Wrestling para a televisão em 3 de agosto, onde perderam para Caprice Coleman e Cedric Alexander na rodada de abertura de um torneio para coroar os novos Campeões Mundiais de Duplas da ROH.
Os Young Bucks retornaram no All-Star Extravaganza V em 3 de agosto, onde foram derrotados pelo Adrenaline Rush (ACH e TaDarius Thomas) em uma luta three-way, que também incluiu C&C Wrestle Factory (Caprice Coleman e Cedric Alexander). Em 17 de agosto no Manhattan Mayhem V, os Young Bucks foram derrotados pelos Forever Hooligans (Alex Koslov e Rocky Romero) no que foi anunciado como uma dream match. Em 8 de março de 2014, os Young Bucks derroaram reDRagon (Bobby Fish e Kyle O'Reilly) para vencerem o ROH World Tag Team Championship pela primeira vez. Eles perderam o título para o reDRagon em 17 de maio no War of the Worlds. The Young Bucks receberam uma revanche pelo título em 6 de setembro no All Star Extravaganza 6, mas foram novamente derrotados pelo reDRagon. Outra revanche em 1 de março de 2015, no 13th Anniversary Show terminou com outra vitória para o reDRagon. Em 30 de setembro de 2016, The Young Bucks derrotaram The Addiction (Christopher Daniels e Frankie Kazarian) e The Motor City Machine Guns (Alex Shelley e Chris Sabin) em uma Ladder War VI thee way no All Star Extravaganza VIII, conquistando o ROH World Tag Team Championship pela segunda vez.
Em 3 de dezembro, foi relatado que os The Young Bucks haviam assinado um novo contrato de dois anos, que cobre a ROH e a New Japan Pro-Wrestling (NJPW). Em 4 de março de 2017, The Young Bucks perderam o ROH World Tag Team Championship para The Hardys (Broken Matt e Brother Nero). Em 1 de abril no Supercard of Honor XI, The Young Bucks recuperaram o ROH World Tag Team Championship dos Hardys em uma luta de escadas. Em 20 de agosto, os The Young Bucks se tornaram bicampeões, quando se juntaram a seu colega do Bullet Club, Adam Page, para formar um trio chamado "The Hung Bucks" e derrotaram o Dalton Castlee The Boys para vencerem o ROH World Six-Man Tag Team Championship. Em 22 de setembro no Death Before Dishonor XV, The Young Bucks perderam o ROH World Tag Team Championship para o The Motor City Machine Guns. No Final Battle eles perderiam para os Briscoes e SCU em uma luta de escadas. No dia seguinte, os Bucks deixaram a ROH.

### Dragon Gate USA (2009–2010, 2012, 2013)
Em 25 de julho de 2009, os Young Bucks apareceram no primeiro pay-per-view Enter the Dragon da Dragon Gate USA (DGUSA), onde derrotaram os Warriors-5 de Cima e Susumu Yokosuka. Em 6 de setembro no segundo PPV intitulado Untouchable, eles foram derrotados no evento principal pelo Real Hazard de Ryo Saito e Genki Horiguchi. Em 28 de novembro no Freedom Fight, os Young Bucks lutaram no mesmo torneio de 6-way do Open the Freedom Gate Championship, que foi vencido por Gran Akuma. Depois de assinar contratos com a TNA Wrestling, os Young Bucks fizeram sua quarta aparição pela DGUSA em 23 de janeiro de 2010, no Fearless, onde competiram em uma luta de três equipes de eliminação, que foi vencida pelo Muscle Outlaw'z (Naruki Doi e Masato Yoshino). Eles foram anunciados para participar dos shows de 26 e 27 de março em Phoenix, Arizona, mas a TNA tomou a decisão de retirá-los dos eventos. No entanto, em fevereiro, a TNA e a Dragon Gate USA chegaram a um acordo e os Young Bucks foram autorizados a fazer suas apresentações de despedida. Em março, os Young Bucks fizeram suas aparições finais pela empresa, perdendo para Cima, Gamma e Dragon Kid no Open the Ultimate Gate no dia 26 em uma luta de trios, onde eles se juntaram a Jack Evans e perderam para Mike Quackenbush e Jigsaw em uma luta de duplas nas gravações de Mercury Rising no dia 27.
Os Young Bucks voltaram à promoção em 27 de janeiro de 2012, derrotando Chuck Taylor e Scorpio Sky em uma luta de duplas. Os Young Bucks retornaram à DGUSA em 25 de janeiro de 2013, derrotando DUF (Arik Cannon e Sami Callihan) em uma luta de duplas. No iPPV do dia seguinte, The Young Bucks obtiveram outra vitória sobre Jimmyz (Jimmy Susumu e Ryo "Jimmy" Saito), antes de perder para o time de Akira Tozawa e AR Fox durante outro iPPV em 27 de janeiro. Em 6 de abril no Open the Ultimate Gate 2013, The Young Bucks derrotaram AR Fox e Cima para se tornarem os novos Campeões do Open the United Gate. Eles fizeram sua primeira defesa de título bem-sucedida em 2 de junho em um evento promovido pela afiliada próxima da DGUSA, Evolve, derrotando Eita e Tomahawk T.T. Sua segunda defesa bem-sucedida ocorreu em 28 de julho no Enter the Dragon 2013, o quarto evento de aniversário da Dragon Gate USA, onde eles derrotaram Rich Swann e Ricochet. Eles perderam o título para os Bravado Brothers em 16 de novembro.

### Total Nonstop Action Wrestling (2009–2011, 2013)

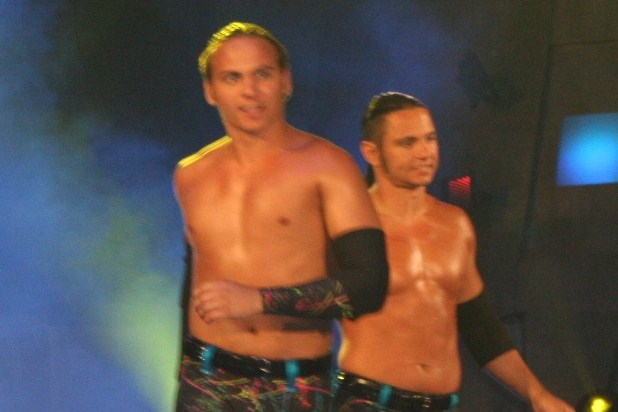
Generation Me na TNA em julho de 2010

Em 21 de dezembro de 2009, os Young Bucks alcançaram um de seus objetivos pessoais ao participarem das gravações do Impact! da Total Nonstop Action Wrestling (TNA), lutando contra The Motor City Machine Guns (Alex Shelley e Chris Sabin) em uma luta dark de teste, que rendeu a eles o elogio da gestão da TNA. Em 26 de dezembro de 2009, a presidente da TNA, Dixie Carter, anunciou em sua conta no Twitter que a TNA havia assinado um contrato com o Young Bucks. Os contratos assinados duraram um ano. A equipe, renomeada Generation Me, fez sua estreia em 14 de janeiro de 2010, no episódio do Impact!, em que os irmãos, rebatizados de Max e Jeremy, derrotaram o Motor City Machine Guns. No episódio de 18 de fevereiro do Impact!, Jeremy e Max receberam o sobrenome Buck. No Destination X, Generation Me lutaram para serem os desafiantes número um ao TNA World Tag Team Championship em uma luta Ultimate X, mas foram derrotados pelos Motor City Machine Guns. Max e Jeremy passaram os meses seguintes principalmente competindo em lutas individuais. No episódio de 8 de julho do Impact!, Jeremy obteve uma grande vitória individual, derrotando o Campeão da X Division Douglas Williams em uma luta de escadas não válida pelo título.
Generation Me voltou ao pay-per-view em 5 de setembro no No Surrender, onde substituiu London Brawling (Desmond Wolfe e Magnus) e desafiaram sem sucesso os Motor City Machine Guns pelo TNA World Tag Team Championship. Após a luta, o Generation Me deu meia-volta, atacando os campeões e causando uma lesão em kayfabe de Alex Shelley com um double rope-hung DDT. No episódio seguinte do Impact!, Max e Jeremy reivindicaram o TNA World Tag Team Championship, alegando que os campeões não seriam capazes de defendê-los por 30 dias, devido à lesão de Shelley, antes de roubar o cinturão de Sabin. Shelley, no entanto, fez seu retorno duas semanas depois e prometeu à Generation Me uma revanche pelo World Tag Team Championship no Bound for Glory. No pay-per-view, os Motor City Machine Guns derrotaram Generation Me para reter o TNA World Tag Team Championship. Depois que Jeremy derrotou Sabin em uma luta de quartetos, onde Generation Me se juntou a Robbie E e Cookie e os Motor City Machine Guns com Jay Lethal e Velvet Sky, no episódio de 18 de novembro do Impact!, os Motor City Machine Guns desafiaram Generation Me para uma luta Empty Arena. A luta aconteceu naquela mesma noite no Reaction, com os Motor City Machine Guns saindo vitoriosos. Em 5 de dezembro no Final Resolution, Generation Me desafiou os Motor City Machine Guns pelo World Tag Team Championship em uma luta Full Metal Mayhem, no entanto mais uma vez não obtiveram sucesso. No mês seguinte, eles assinaram novos contratos de dois anos com a empresa.
No episódio de 27 de janeiro do Impact!, A TNA iniciou um torneio para determinar um novo desafiante número um para o Campeão da X Division Kazarian. Na primeira luta do torneio, Max derrotou Amazing Red e Chris Sabin em uma luta triple threat para avançar para a final no Against All Odds. Na semana seguinte, Jeremy derrotou Douglas Williams e Jay Lethal em outra luta triple threat para também avançar para as finais. No entanto, Max e Jeremy foram forçados a perder as finais do torneio no Against All Odds, após não conseguirem chegar à Flórida devido a problemas de viagem. No mês seguinte no Victory Road, Max e Jeremy receberam a chance de çutar pelo X Division Championship de Kazarian, em uma luta Ultimate X, que também incluiu Robbie E. Antes da luta, os irmãos provocaram dissensões, com Max alegando que seu objetivo era fazê-lo o campeão da X Division. No final da luta, Jeremy e Max finalmente começaram a lutar entre si, mas no final ambos falharam em sua tentativa de ganhar o X Division Championship, com Kazarian saindo vitorioso e retendo o título com sucesso. Nas gravações de 15 de março do Xplosion , os Bucks se enfrentaram em uma luta individual pela primeira vez na TNA, com Max levando a vitória. Max e Jeremy se enfrentaram em uma revanche no episódio de 31 de março do Impact!, onde Max foi mais uma vez vitorioso.
No episódio de 7 de abril do Impact!, Generation Me se juntou a Robbie E em uma luta de trios, onde enfrentaram Brian Kendrick, Chris Sabin e Suicide. No final da luta, Max, pensando que Jeremy estava tentando roubar os holofotes dele, virou-se contra seu irmão, forçando-o na terceira corda, antes de jogá-lo no tapete com um rope-hung DDT. Após Kendrick ter imobilizado Jeremy para a vitória, Max removeu sua braçadeira da Generation Me e a jogou em seu irmão. Em 17 de abril no Lockdown, Max derrotou sete outros homens, incluindo Jeremy, em uma luta Xscape para se tornar o candidato número um ao X Division Championship de Kazarian. No episódio de 5 de maio do Impact!, Generation Me, aparentemente estavam mais uma vez na mesma página como faces , juntaram-se a Amazing Red e Brian Kendrick para lutar pelo futuro da X Division, após a legítima demissão de Jay Lethal. Em 15 de maio no Sacrifice, Max falhou em sua tentativa de ganhar o X Division Championship de Kazarian. No Destination X, pay-per-view da X Division em 10 de julho, Generation Me foi derrotado pelo time de Eric Young e Shark Boy. Esta foi sua última luta na TNA, já que no dia seguinte Matt anunciou que ele e seu irmão haviam pedido a liberação de seus contratos com a promoção. Matt e Nick mais tarde revelaram que o pedido resultou de questões monetárias, ao mesmo tempo que desabafaram suas frustrações com a reserva da TNA, observando a história com Tara, que não levou a lugar nenhum, e a rivalidade rapidamente abortada entre os irmãos. Matt também afirmou que depois de deixar a TNA ele estava pronto para abandonar o wrestling profissional de uma vez, antes que ele e seu irmão decidissem se reinventar.
Em 18 de março de 2013, Generation Me voltou à TNA para participar das gravações do pay-per-view Tag Team Tournament One Night Only. Depois de derrotar Petey Williams e Sonjay Dutt na primeira rodada, eles foram eliminados do torneio na segunda rodada pelo Team 3D (Bully Ray e Devon). Nas gravações do pay-per-view Hardcore Justice 2 do dia seguinte, Generation Me foi derrotado em uma luta de escadas pelo Bad Influence (Christopher Daniels e Kazarian).

### New Japan Pro-Wrestling

#### Estreia e entrada para o Bullet Club (2013-2016)

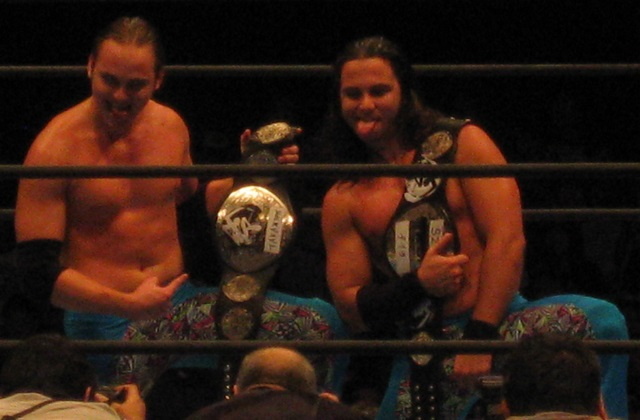
The Young Bucks após vencerem o IWGP Junior Heavyweight Tag Team Championship em 9 de novembro de 2013

Em 15 de outubro de 2013, a NJPW anunciou que os The Young Bucks fariam sua estreia para a promoção no Torneio Super Jr. Tag 2013, que começou em 25 de outubro. Eles conseguiram a reserva por meio de Kazuchika Okada, com quem fizeram amizade durante sua estadia na TNA. Em sua estreia, os The Young Bucks representaram o Bullet Club. Em sua luta de estreia para a promoção, The Young Bucks derrotaram seus compatriotas americanos Beretta e Brian Kendrick, graças a um ataque antes da luta pelo resto do Bullet Club, para avançarem para as semifinais do Super Jr. Tag Tournament. Durante as duas semanas seguintes, a New Japan realizou sete shows menores, com os The Young Bucks enfrentando cada um deles, juntando-se ao parceiro de Bullet Club Karl Anderson em lutas de trios contra o Campeão dos Pesos Pesados da IWGP Kazuchika Okada e membros de seu grupo, Chaos. Os Young Bucks sofreram sua primeira derrota na promoção em 30 de outubro, quando eles e Anderson foram derrotados por Gedo, Jado e Okada. Em 6 de novembro, os The Young Bucks derrotaram Gedo e Jado nas semifinais e depois outro time da Chaos, o Forever Hooligans, nas finais para vencerem o Torneio Super Jr. Tag 2013.
Como resultado de sua vitória, The Young Bucks receberam uma chance pelo IWGP Junior Heavyweight Tag Team Championship e em 9 de novembro no Power Struggle, derrotando Suzuki-gun (Taichi e Taka Michinoku) para se tornarem os novos campeões. Os Young Bucks retornaram a NJPW em 4 de janeiro de 2014, no Wrestle Kingdom 8 no Tokyo Dome, onde fizeram sua primeira defesa de título com sucesso em uma luta four way contra os Forever Hooligans, Suzuki-gun e Time Splitters (Alex Shelley e Kushida). Os Young Bucks fizeram sua segunda defesa de título com sucesso em 11 de fevereiro no The New Beginning em Osaka contra o Time Splitters. Perto do final da luta, Matt quebrou a mão legitimamente. Mais tarde naquele mesmo evento, Nick enfrentou e desafiou o Campeão Júnior dos Pesos-Pesados do IWGP Kota Ibushi. Nick recebeu sua chance pelo título em 3 de abril, mas foi derrotado por Ibushi. Três dias depois, no Invasion Attack 2014, os Young Bucks defenderam com sucesso o IWGP Junior Heavyweight Tag Team Championship contra Ibushi e El Desperado. Em 3 de maio no Wrestling Dontaku 2014, The Young Bucks fizeram sua quarta defesa de título com sucesso contra o Forever Hooligans. Os Young Bucks fizeram sua quinta defesa bem-sucedida em 10 de maio durante o evento Global Wars co-produzido pela NJPW e ROH em Toronto, derrotando Forever Hooligans e Time Splitters em uma luta three-way. De 30 de maio a 6 de junho, The Young Bucks participaram do torneio Best of the Super Juniors de 2014, onde lutaram em blocos separados. Ambos terminaram com um recorde de quatro vitórias e três derrotas, perdendo por pouco o avanço para as semifinais. Como resultado da derrota para Alex Shelley e Kushida durante o torneio, The Young Bucks e Time Splitters se enfrentaram em outra luta pelo IWGP Junior Heavyweight Tag Team Championship em 21 de junho no Dominion 6.21 , onde o reinado de sete meses dos The Young Bucks chegou ao fim.
Os Young Bucks receberam uma revanche pelo título em 13 de outubro no King of Pro-Wrestling em uma luta three-way também envolvendo Forever Hooligans, mas foram novamente derrotados pelo Time Splitters. Em novembro, os The Young Bucks chegaram às finais do Torneio Super Jr. Tag 2014, onde foram derrotados pelo reDRagon. Em 4 de janeiro de 2015, no Wrestle Kingdom 9 no Tokyo Dome, The Young Bucks desafiaram sem sucesso o reDRagon pelo IWGP Junior Heavyweight Tag Team Championship em uma luta four-way envolvendo também Forever Hooligans e Time Splitters. Em 11 de fevereiro no The New Beginning em Osaka, The Young Bucks derrotaram reDRagon e Time Splitters em uma luta three-way para vencerem o IWGP Junior Heavyweight Tag Team Championship pela segunda vez. Em 5 de abril no Invasion Attack 2015, The Young Bucks perderam o IWGP Junior Heavyweight Tag Team Championship para Roppongi Vice (Beretta e Rocky Romero) na sua primeira defesa do título. The Young Bucks recuperaram o título de Roppongi Vice em 3 de maio no Wrestling Dontaku 2015 em uma luta three-way, também envolvendo reDRagon. Eles fizeram sua primeira defesa de título com sucesso em uma revanche three-way em 5 de julho no Dominion 7.5 in Osaka-jo Hall. Eles perderam o título para o reDRagon em sua segunda defesa em 16 de agosto. Os Young Bucks conquistaram o título pela quarta vez em uma luta four-way em 4 de janeiro de 2016, no Wrestle Kingdom 10 no Tokyo Dome. Seu reinado terminou em sua primeira defesa em 11 de fevereiro no The New Beginning em Osaka, onde foram derrotados por Matt Sydal e Ricochet em uma luta three-way, também envolvendo reDRagon.

#### Aliança com Kenny Omega (2016-2019)

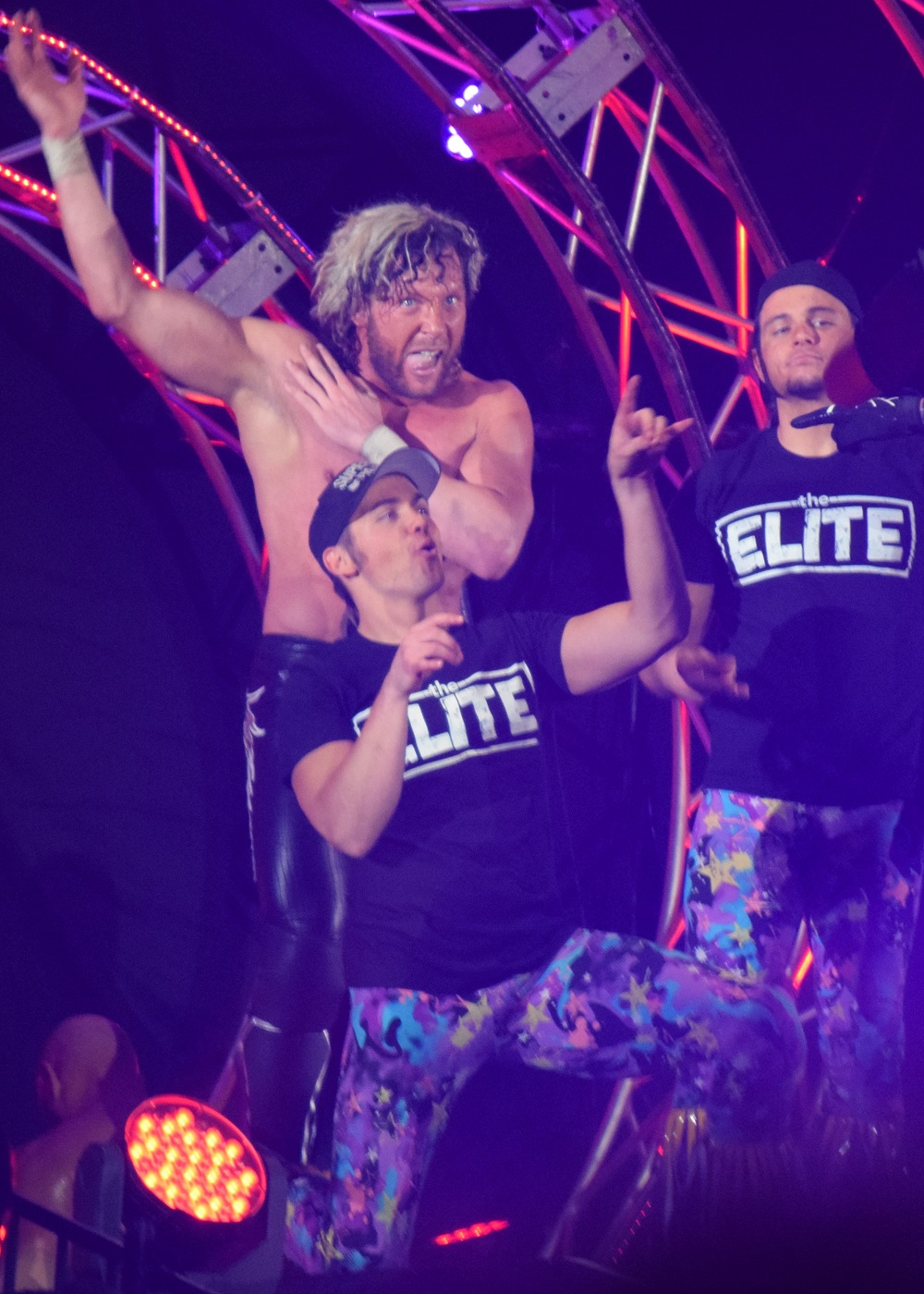
The Young Bucks com Kenny Omega como The Elite em fevereiro de 2016

No início de 2016, The Young Bucks e Kenny Omega formaram um subgrupo do Bullet Club, o The Elite, depois dos Bucks ajudarem Omega a expulsar AJ Styles do grupo. Em 20 de fevereiro no Honor Rising: Japan 2016, The Elite derrotou Jay Briscoe, Mark Briscoe e Toru Yano para vencerem o NEVER Openweight 6-Man Tag Team Championship. Eles perderam o título para Hiroshi Tanahashi, Michael Elgin e Yoshitatsu em 10 de abril no Invasion Attack 2016, antes de recuperá-lo em 3 de maio na Wrestling Dontaku 2016. Em 19 de junho no Dominion 6.19 in Osaka-jo Hall, The Young Bucks venceram o IWGP Junior Heavyweight Tag Team Championship pela quinta vez ao derrotar Matt Sydal e Ricochet, reDRagon e Roppongi Vice em uma luta de eliminação four-way. Em 3 de julho, The Young Bucks e Omega perderam o NEVER Openweight 6-Man Tag Team Championship para Matt Sydal, Ricochet e Satoshi Kojima.
Em 21 de agosto, os The Young Bucks fizeram sua primeira defesa bem-sucedida do IWGP Junior Heavyweight Tag Team Championship contra os Motor City Machine Guns. Depois de sua vitória, The Young Bucks fizeram um desafio para o título de tag team "peso pesado" da NJPW, que levou a uma luta em 22 de setembro no Destruction in Hiroshima, onde eles desafiaram sem sucesso os Campeões de Duplas da IWGP, os Briscoe Brothers. Três dias depois, no Destruction in Kobe, The Young Bucks e Adam Cole foram derrotados por David Finlay, Ricochet e Satoshi Kojima em uma luta pelo vago NEVER Openweight 6-Man Tag Team Championship. Isso levou a uma luta em 10 de outubro no King of Pro-Wrestling, onde The Young Bucks defendeu com sucesso o IWGP Junior Heavyweight Tag Team Championship contra Finlay e Ricochet. Em 4 de janeiro de 2017, no Wrestle Kingdom 11 no Tokyo Dome, The Young Bucks perderam o IWGP Junior Heavyweight Tag Team Championship para Roppongi Vice. Os Young Bucks recuperaram o título de Roppongi Vice em 11 de junho no Dominion 6.11 in Osaka-jo Hall. Eles perderam o título para Funky Future (Ricochet e Ryusuke Taguchi) em 13 de agosto. Em 4 de janeiro de 2018, The Young Bucks derrotaram Roppongi 3K (Shoe Yoh) no Wrestle Kingdom 12 no Tokyo Dome para vencerem o IWGP Junior Heavyweight Tag Team Championship pela sétima vez. Seu reinado durou apenas 24 dias antes de perder os títulos de volta para Roppongi 3K no New Beginning in Sapporo.
Em 24 de fevereiro de 2018, os The Young Bucks anunciaram que iria se mudar para a divisão de peso-pesado da New Japan. No Strong Style Evolved, eles perderam contra os Golden ☆ Lovers em uma luta aclamada. No Sakura Genesis 2018, eles conquistaram sua primeira vitória na divisão de duplas pesadas contra seus companheiros do Bullet Club Chase Owens e Yujiro Takahashi. No Wrestling Dontaku 2018, eles venceram o NEVER Openweight 6-Man Tag Team Championship pela terceira vez, desta vez com Marty Scurll sob o nome de equipe Super Vilains. No Dominion, eles derrotaram Los Ingobernables de Japon (Evil e Sanada) para vencerem o IWGP Tag Team Championship pela primeira vez, tornando-se a segunda dupla a ganhar os títulos IWGP Jr. e Heavyweight Tag Team, e a primeira dupla ter vencido todos os três campeonatos de equipes da NJPW (IWGP Tag Team, IWGP Jr. Tag Team e NEVER Openweight 6-Man Tag Team) juntos. Em 12 de agosto, durante o G1 Climax 28, os Super Vilains perderam o NEVER Openweight 6-Man Tag Team Championship para Tama Tonga, Tanga Loa e Taiji Ishimori, tudo parte da rebelde subfação do Bullet Club Bullet, Club OG. No Fighting Spirit Unleashed, eles perderam os títulos de duplas pesadas para Tama Tonga e Tanga Loa. No Wrestle Kingdom 13, The Young Bucks participaram de uma luta three way pelo IWGP Tag Team Championship contra os campeões Guerrillas of Destiny e Los Ingobernables de Japon (Sanada e Evil), mas perderam a luta. Em 7 de fevereiro de 2019, seus perfis foram removidos do site da NJPW.

### All In (2017-2018)
Em maio de 2017, o jornalista de wrestling Dave Meltzer sugeriu que um show de wrstling independente seria incapaz de esgotar uma arena de dez mil lugares nos Estados Unidos. The Young Bucks, junto com Cody Rhodes, desafaram a ideia ao planejar um show especificamente com o objetivo de atrair dez mil fãs. Em maio de 2018, foi anunciado que o show seria nomeado "All In", e seria realizado em 1 de setembro de 2018 na Sears Center Arena, incluindo muitos lutadores populares de várias promoções, como Ring of Honor, New Japan Pro-Wrestling e o circuito independente. Quando o All In foi anunciado em 13 de maio, os ingressos esgotaram em 30 minutos. No evento, The Young Bucks junto com Kota Ibushi derrotaram Bandido, Rey Fénix e Rey Mysterio no evento principal.

### All Elite Wrestling (2018-presente)
Em 5 de novembro de 2018, várias marcas foram registradas em Jacksonville, Flórida, que indicava o lançamento da All Elite Wrestling. Em dezembro de 2018, Cody, The Young Bucks e vários outros lutadores deixaram a ROH. O anúncio oficial da criação da AEW veio à meia-noite no horário do Pacífico em 1 de janeiro de 2019 em um episódio de Being the Elite, uma série da web do YouTube criada e apresentando pelos The Elite. Também foi anunciado no episódio o "Double or Nothing", evento inaugural da AEW e sequência do "All In". Em 2 de janeiro de 2019, Cody e The Young Bucks assinaram oficialmente contratos de cinco anos com a promoção, servindo como vice-presidentes executivos da AEW, enquanto o empresário, executivo de futebol e fã de wrestling de longa data Tony Khan foi anunciado como o presidente da empresa. Em 8 de janeiro de 2019, a empresa deu sua entrevista coletiva inaugural no pátio do TIAA Bank Field, onde anunciou talentos que iriam se apresentar como parte da promoção incluindo Joey Janela, Christopher Daniels, Scorpio Sky, Pac, Frankie Kazarian e Chris Jericho. Eles também anunciaram um relacionamento de trabalho com a promoção de luta livre profissional chinesa Oriental Wrestling Entertainment (OWE), uma organização fundada por Cima.
Em 16 de março de 2019, os Bucks fizeram sua estreia na promoção mexicana Lucha Libre AAA Worldwide (AAA) como parte da parceria com a All Elite Wrestling no evento Rey de Reyes, onde desafiaram os recém-coroados Campeões Mundiais de Duplas da AAA, os Lucha Brothers (Pentagón Jr. e Fénix) que derrotaram Los Mercenários (El Texano Jr. & Rey Escorpión). Mais tarde naquela mesma noite, os Bucks derrotaram os Lucha Brothers para vencerem seus títulos, sendo este o primeiro título conquistado por eles no México. Eles perderam os títulos para os Lucha Brothers no Verano de Escándalo em junho.
No evento inaugural da AEW, Double or Nothing, em 25 de maio, The Young Bucks derrotaram os Lucha Brothers. No mês seguinte, no evento Fyter Fest, The Young Bucks se juntaram a Kenny Omega para derrotarem os Lucha Brothers e Laredo Kid em uma luta de trios. Eles então seguiram isso com uma vitória sobre Cody e Dustin Rhodes no Fight for the Fallen em 13 de julho. No All Out em 31 de agosto, The Young Bucks perderam em uma revanche pelo AAA World Tag Team Championship para os Lucha Brothers em uma luta de escadas, terminando sua rivalidade.
No episódio de estreia do Dynamite em 2 de outubro, The Young Bucks se juntaram a Kenny Omega em uma derrota para Chris Jericho, Santana e Ortiz. Após a luta, The Young Bucks, Omega e Cody foram atacos por Jericho, Santana, Ortiz, Sammy Guevara e o estreante Jake Hager, marcando a estreia da facção The Inner Circle para rivalizar com The Elite. A equipe então entrou em um torneio para coroar os primeiros Campeões Mundiais de Duplas da AEW, mas foram eliminados pelo Private Party (Isiah Kassidy e Marq Quen) na primeira rodada. Os Young Bucks posteriormente retomaram sua rivalidade com The Inner Circle, levando a uma luta entre The Young Bucks e Santana e Ortiz no Full Gear em 9 de novembro, que Santana e Ortiz venceram. A rivalidade entre as duas equipes terminou em 11 de dezembro no episódio do Dynamite, quando The Young Bucks derrotaram Santana e Ortiz em uma street fight.
No Bash at the Beach em 15 de janeiro de 2020, The Young Bucks competiram em uma luta de quatro duplas para determinar os desafiantes número um ao AEW World Tag Team Championship, mas a luta foi vencida por Adam Page e Kenny Omega. No episódio de 19 de fevereiro do Dynamite, The Young Bucks venceram uma batalha real de duplas pelo direito de enfrentar Page e Omega pelo título no pay-per-view Revolution em 29 de fevereiro, mas foram derrotados. No episódio de 11 de março do Dynamite, Nick Jackson recebeu uma lesão em kayfabe pelas mãos do Inner Circle; na realidade, ele havia tirado licença paternidade para o nascimento de seu terceiro filho. Pouco depois do Double or Nothing, eles voltaram e em um episódio do Dynamite , onde desafiaram FTR (Cash Wheeler e Dax Harwood) por uma chance pelo AEW World Tag Team Championship, Hangman Page interferiu e custando-lhes a chance pelo título, expulsando-o do The Elite. No All Out, eles enfrentaram o Jurassic Express e venceram, expressando uma nova atitude. No episódio de 9 de setembro do Dynamite, eles atacaram Alex Marvez, tornando-se tweeners no processo.
Em 7 de novembro de 2020, no Full Gear, The Young Bucks derrotaram FTR para vencerem seu primeiro AEW Tag Team Championship. Se eles tivessem perdido esta luta, eles não poderiam voltar a lutar pelo AEW Tag Team Championship. Eles ganharam os títulos depois que Matt Jackson evitou um splashboard 450 de Cash Wheeler e acertou um superkick para a vitória por pinfall.
Duas semanas depois, na noite 1 do episódio New Year's Smash do Dynamite, os Young Bucks se juntaram ao AEW World Champion Kenny Omega e aos Impact World Tag Team Champions The Good Brothers (Karl Anderson e Doc Gallows) para lançar o sinal Too-Sweet, supostamente virando heel e sugerindo um reencontro entre os cinco. No entanto, em 20 de janeiro, eles se recusaram a ser comprados por Don Callis enquanto ainda eram amigos de Omega, fazendo com que os Young Bucks se tornassem tweeners no processo. Isso duraria apenas cerca de 2 meses, pois após semanas de insultos verbais de Callis, os Young Bucks seriam forçados a escolher se se juntariam a Kenny Omega e The Good Brothers ou não. A princípio, parecia que os Young Bucks optariam por não se alinhar com a Omega, no entanto, no episódio de 7 de abril do AEW Dynamite, os Young Bucks optariam por se juntar à Omega, tornando-se os vilões pela primeira vez na AEW.[289][290] Eles cimentariam ainda mais seu heel-turn nos dias que se seguiram nas redes sociais e no episódio de 14 de abril do Dynamite, onde exibiram muitas táticas de heels durante seus combates. Em última análise, seriam os Lucha Bros que terminariam o reinado dos Bucks em 302 dias, derrotando-os por pinfall em uma luta em uma jaula de aço no All Out 2021 em 5 de setembro daquele ano. Os Young Bucks recuperariam o AEW Tag Team Championship em uma ladder match contra Jurassic Express na edição especial de 15 de junho de 2022 do AEW Dynamite. 

## Títulos e prêmios
- All Elite Wrestling
  - AEW World Tag Team Championship (1 vez)[285]
- Alternative Wrestling Show
  - AWS Tag Team Championship (1 vez)[2]
- Chikara
  - Campeonatos de Parejas (1 vez)[286]
- DDT Pro-Wrestling
  - Ironman Heavymetalweight Championship (1 vez)[a][287]
- Demand Lucha
  - Royal Canadian Tag Team Championship (1 vez)[288]
- Dragon Gate USA
  - Open the United Gate Championship (1 vez)[289]
- Empire Wrestling Federation
  - EWF Tag Team Championship (1 vez)[2]
- Family Wrestling Entertainment
  - FWE Tag Team Championship (1 vez)[290]
- Future Stars of Wrestling
  - FSW Tag Team Championship (1 vez)[291]
- High Risk Wrestling
  - Sole Survivor Tournament (2006)[292]
- House of Glory
  - HOG Tag Team Championship (1 vez)[293]
  - HOG Tag Team Championship Tournament (2013)[293]
- Insane Wrestling League
  - IWL Tag Team Championship (3 vezes)[294]
- Lucha Libre AAA Worldwide
  - AAA World Tag Team Championship (1 vez)[295]
- New Japan Pro Wrestling
  - IWGP Junior Heavyweight Tag Team Championship (7 vezes)[197][217][221][226][232][240][242]
  - IWGP Tag Team Championship (1 vez)
  - NEVER Openweight 6-Man Tag Team Champions (3 vezes) – com Kenny Omega (2) e Marty Scurll (1)[229][231]
  - Super Jr. Tag Tournament (2013)[195]
- Pro Wrestling Destination
  - PWD Tag Team Championship (1 vez)[296]
- Pro Wrestling Guerrilla
  - PWG World Tag Team Championship (4 vezes)[74]
  - Dynamite Duumvirate Tag Team Title Tournament (2009, 2011, 2013)[39][51][74]
- Pro Wrestling Illustrated
  - Tag Team of the Year (2017, 2018)[297][298]
  - PWI classificou Matt Jackson na posição 40 entre os 500 melhores lutadores da PWI 500 em 2018[299]
  - PWI classificou Nick Jackson na posição 38 entre os 500 melhores lutadores da PWI 500 em 2018[299]
- Ring of Honor
  - ROH World Six-Man Tag Team Championship (2 vezes) – com Adam Page (1)[125] e Cody (1)
  - ROH World Tag Team Championship (3 vezes)[117][121][124]
- SoCal Uncensored
  - Southern California Match of the Year (2011) vs. Kevin Steen e Super Dragon no PWG Fear[300]
  - Southern California Match of the Year (2012) vs. Future Shock (Adam Cole e Kyle O'Reilly) e Super Smash Bros. (Player Uno e Stupefied) no PWG Threemendous[300]
  - Southern California Match of the Year (2013) vs. DojoBros (Eddie Edwards e Roderick Strong) e Inner City Machine Guns (Rich Swann e Ricochet) no PWG Ten[300]
  - Southern California Match of the Year (2016) com Adam Cole vs. Matt Sydal, Ricochet e Will Ospreay no PWG Battle of Los Angeles[301]
  - Southern California Match of the Year (2018) vs. Golden☆Lovers (Kenny Omega e Kota Ibushi) no NJPW Strong Style Evolved[300]
  - Southern California Tag Team of the Year (2007–2009, 2014–2015)[70][71][302]
- Squared Circle Wrestling (Syracuse, New York)
  - 2CW Tag Team Championship (1 vez)[303]
- World Series Wrestling
  - WSW Tag Team Championship (1 vez)[304]
  - WSW Tag Team Title Tournament (2018)[305]
- Wrestling Observer Newsletter
  - Best Wrestling Maneuver (2009) More Bang for Your Buck[306]
  - Best Wrestling Maneuver (2014) Meltzer Driver[307]
  - Tag Team of the Year (2014-2018)[308][309][310][311]
  - Tag Team of the Decade (2010s)[312]